# Florian Kehrmann
Florian Kehrmann (født 26. juni 1977 i Neuss) er en tysk håndboldtræner og tidligere -spiller. Han havde en tyve år lang karriere, hvoraf størstedelen af tiden var for bundesligaklubben TBV Lemgo, og han spillede desuden i en lang årrække for det tyske landshold.

## Karriere

### Aktiv klubkarriere
Kehrmann, der er venstrehåndet, spillede som højrefløj i sin ungdom for klubben HG Büttgen, og som seniorspiller begyndte han karrieren hos TUSEM Essen i 1994. Derpå spillede han for Sportring Solingen fra 1995 til 1999, inden han skiftede til Lemgo. Her var han med til at gøre klubben til tysk mester i 2003 og pokalmester i 2002. Desuden vandt klubben med Kehrmann EHF-cuppen i 2006 og 2010. Kehrmann blev årets tyske håndboldspiller i 2003, 2005 og 2006, og han spillede i Lemgo frem til 2014.

### Landshold
Kehrmann debuterede på det tyske landshold i 1997 og nåede i sin karriere at spille 223 landskampe og score 818 mål. Han var blandt andet med til at vinde EM-guld i 2004 og -sølv i 2002 samt VM-guld i 2007 og -sølv i 2003.
Han var med ved tre olympiske lege. Ved OL 2000 i Sydney blev han med Tyskland nummer fem, og ved OL 2004 i Athen opnåede han det bedste OL-resultat. Her gik tyskerne videre fra en tredjeplads i indledende pulje, hvorpå de besejrede Spanien i kvartfinalen efter forlænget spilletid og straffekastkonkurrence. I semifinalen blev til til en klar sejr over det russiske hold, inden det i finalen igen blev til nederlag til kroaterne, der dermed vandt guld. Russerne fik bronze. Hans sidste OL var i 2008 i Beijing, hvor tyskerne endte på en niendeplads.

### Trænerkarriere
Efter afslutningen af sin aktive karriere fortsatte Kehrmann som træner for Lemgo. Allerede i sin sidste tid som aktiv var han træner for klubbens andethold, og i december 2014, da den hidtidige træner blev fyret, overtog Kehrmann stillingen som cheftræner for klubbens førstehold. Denne stilling bestrider han fortsat, og han førte blandt andet klubben til den tyske pokaltitel i 2021.